# توکای نخلی طوقی
توکای نخلی طوقی (نام علمی: Cichladusa arquata) نام یک گونه از سرده توکاهای نخلی است.